# كارل فون كلاوزفيتز
كارل فون كلاوزفيتز (بالألمانية: Carl Philipp Gottlieb von Clausewitz)‏ (ولد سنة 1780 في ماغدبورغ الألمانية وتوفي سنة 1831 في بريسلاو) جنرال ومؤرخ حربي بروسي. من أهم مؤلفاته كتاب (Vom Kriege) أي: من الحرب. تركت كتاباته حول الفلسفة والتكتيك والإستراتيجية أثرا عميقا في المجال العسكري في البلدان الغربية. تدرس أفكاره في العديد من الأكاديميات العسكرية كما أنها تستعمل في عدة مجالات مثل قيادة المؤسسات والتسويق. ويعتبر من أكبر المفكرين العسكريين شهرة وتأثيرا على مر التاريخ.

## حياته
دخل الجيش في الثانية عشر من العمر كمرشح للتاهيل كضابط واشترك في حملة1793 م ثم التحق بأكاديمية الحرب في برلين حيث تجلت قدراته العقلية الفذة ثم عين ضابط معاونا للامير أوجوست أمير بروسيا ثم اشترك في حملة جينا عام 1806 حيث تم اسره وعقب إطلاق سراحه خدم في هيئة الاركان البروسية بعد إعادة تشكيلها وقد اشترك كلاوزيفيتس في إعادة تشكيل الجيش وتولى التعليم العسكري لاميري بروسيا الذين أصبحا فيما بعد فريدرش فيلهلم الرابع وفيلهلم الأول
و اشترك في حرب نابليون ضد روسيا بالرغم من اعتراضه على التحالف مع فرنسا وبعد توقيع معاهدة السلام في توروجن عاد إلى بلاده وتولى منصب رئيس اركان حرب أحد الجيوش واشترك في حروب التحرير المندلعة بين عامي 1813 و1815
رغم أنه رقى إلى جنرال الا انه لم يحظ بمنصب قائد قواته لانه اعتبر من الجنرلات المتمردين وعين مديرا إداريا لاكاديمية كريجز وهو عمل دون مستواه لذلك توجه إلى الكتابة وفشل في تولى أي منصب عسكري أو حتى دبلوماسي حتى عام 1831 حين تولى منصب رئيس لاركان الجيش البروسي المكلف بمراقبة التمرد البولوني الا انه لم يستمر في منصبة الا لبضعة أيام حيث جاء من يحل محله من برلين فخر صريعا للمرض وتوفى في 1831.

## أطروحاته
اشتهرت أطروحات كلاوزوفيتس في الحرب كونها امتدادًا للسياسة لكن بوسائل أخرى، كما يقول في الحرب إن الهدف منها هو جعل العدو ينفذ إرادته.

## كتاباته
كتب كلاوزيفيتس العديد من الكتابات في التاريخ العسكري والفلسفة والسياسة فضلا عن النظريات الحربية ويعد كتابة «عن الحرب» أحد أشهر أعماله وقد نشر بعد وفاته حيث امضى في كتابته في 12 عاما وقد أصبح مع مرور الوقت من أهم المراجع الكلاسيكية في الحرب وقد اشاد به كل من هتلر وايزنهاور وفريدريش إنغلس ولينين.

## مكانته
يحتل كلاوزيفيتس مكانة هامة باعتباره حجر الزاوية في الفكر الإستراتيجي الحديث وربما باستثناء الكاتب الصيني القديم صن تزو لم يبلغ أحد المفكرين العسكريين مثل هذا التأثير، وقد ترجمت أعماله إلى معظم اللغات الحية في العالم.

## وصلات خارجية
- كارل فون كلاوزفيتز على موقع الموسوعة البريطانية (الإنجليزية)
- كارل فون كلاوزفيتز على موقع ميوزك برينز (الإنجليزية)
- كارل فون كلاوزفيتز على موقع إن إن دي بي (الإنجليزية)

- Vom Kriege
- اقتباسات وأقوال كارل فون كلاوزفيتز